# U-552
El submarí alemany U-552 va ser un submarí tipus VIIC construït per a la Kriegsmarine de l'Alemanya nazi per al servei durant la Segona Guerra Mundial. Se li va posar la quilla l'1 de desembre de 1939 a Blohm & Voss a Hamburg amb número de drassana 528, avarat el 14 de setembre de 1940 i va entrar en servei el 4 de desembre de 1940. L'U-552 va rebre el sobrenom de Roter Teufel ("Diable vermell") després que la seva mascota, la imatge d'un diable somrient, fos pintada a la torre de maquinària. Va ser un dels més reeixits de la seva classe, operant durant més de tres anys de servei continu i enfonsant o danyant 35 vaixells aliats amb 164.276 GRT i 1.190 tones enfonsades i 26.910 GRT danyats. Era membre de 21 llopades.
L'U-552 va estar involucrat en dues accions controvertides: el 31 d'octubre de 1941, va enfonsar l' USS Reuben James, el primer vaixell de guerra de la Marina dels Estats Units que es va perdre durant la Segona Guerra Mundial; això va ser en un moment en què els Estats Units encara eren oficialment neutrals i van provocar una disputa diplomàtica. El 3 d'abril de 1942, va enfonsar el vaixell de càrrega SS David H. Atwater a la costa dels Estats Units.
L'U-552 va tenir una vida útil inusualment llarga, va sobreviure fins al final de la Segona Guerra Mundial; després d'evacuar-se de la seva base francesa durant la primavera de 1944, va operar en tasques d'entrenament al mar Bàltic fins que va ser donat de baixa el febrer de 1945. El 5 de maig de 1945, va ser enfonsat a Helgoland Bight, per evitar que caigués en mans de l'enemic.

## Disseny
Els submarins alemanys de tipus VIIC van ser precedits pels submarins de tipus VIIB més curts. L'U-552 tenia un desplaçament de 769 tones (757 tones llargues) quan estava a la superfície i de 871 tones (857 tones llargues) mentre estava submergit. Tenia una longitud total de 67,10 m (220 peus 2 polzades), una longitud del casc a pressió de 50,50 m (165 peus 8 polzades), una mànega de 6,20 m (20 peus 4 polzades), una alçada de 9,60 m (31 peus 6 polzades) i un calat de 4,74 m (15 peus 7 polzades). El submarí estava propulsat per dos motors dièsel sobrealimentats de sis cilindres i quatre temps Germaniawerft F46, produint un total de 2.800 a 3.200 cavalls de potència (2.060 a 2.350 kW; 2.760 a 3.160 shp) per al seu ús a la superfície, dos motors elèctrics de doble efecte GG UB 720/8 Brown, Boveri & Cie que produïen un total de 750 cavalls de potència (75500 kW); shp) per utilitzar-lo submergit. Tenia dos eixos i dues hèlixs d'1,23 m (4 peus). El vaixell era capaç d'operar a profunditats de fins a 230 metres (750 peus).
El submarí tenia una velocitat màxima en superfície de 17,7 nusos (32,8 km/h; 20,4 mph) i una velocitat màxima submergida de 7,6 nusos (14,1 km/h; 8,7 mph). Quan estava submergit, el vaixell podia operar durant 80 milles nàutiques (150 km; 92 milles) a 4 nusos (7,4 km/h; 4,6 mph); mentre que a la superfície podia viatjar 8.500 milles nàutiques (15.700 km; 9.800 milles) a 10 nusos (19 km/h; 12 mph).
L'U-552 estava equipat amb cinc tubs de torpedes de 53,3 cm (21 polzades) (quatre muntats a la proa i un a la popa), catorze torpedes, un canó naval SK C/35 de 8,8cm (3,46 polzades), 220 projectils i un canó antiaeri C/30 de 2 cm (0,79 polzades). El vaixell tenia una tripulació de d'entre 44 i 60 oficials i mariners.

## Historial de serveis

### Viatge inicial a Helgoland
Després de la construcció, que es va completar el 4 de desembre de 1940, l'U-552 va rebre dos mesos d'entrenament, durant els quals va preparar la seva tripulació i equip per a les operacions futures. Després va navegar de Kiel el 13 de febrer a Helgoland per a la seva primera patrulla oficial, i va arribar-hi el 18 de febrer de 1941. Aquesta ciutat portuària havia de romandre com a base de l'U-552 fins que va ser traslladada al port francès ocupat de St Nazaire a mitjans de març de 1941.

### Primera patrulla
La primera patrulla de guerra oficial de l'U-552 va començar el 18 de febrer de 1941, quan va deixar Helgoland per a una patrulla al mar del Nord i l'Atlàntic Nord al sud d'Islàndia. En aquesta primera operació va enfonsar un vaixell cisterna britànic i un vaixell d'arrossegament islandès que transportava peixos. El vaixell cisterna britànic Cadillac va ser enfonsat just al nord d'Escòcia l'1 de març, mentre que el vaixell d'arrossegament va ser enfonsat just al sud d'Islàndia el 10 de març. Després d'aquestes victòries, l'U-552 va tornar a St Nazaire. La resta de les seves patrulles posteriors es van realitzar des de la ciutat francesa, la qual cosa li va permetre un fàcil accés a l'oceà Atlàntic i li va permetre passar més temps al mar.

### Segona patrulla
L'U-552 va començar la seva segona patrulla de guerra el 7 d'abril de 1941, quan va abandonar el seu nou port d'origen de St Nazaire cap a l'Atlàntic Nord. L'U-552 va arribar a la seva zona de patrulla assignada al sud-oest d'Islàndia l'11 d'abril. No es va fer cap objectiu fins al 26 d'abril, quan a les 18:09 GMT, l'U-552 es trobava a mig camí entre Islàndia i el nord d'Escòcia. Topp va albirar "un núvol de moke amb 10°T " des d'un petit objectiu de " mida d'un vaixell de patrulla ". L'objectiu es va seguir " al límit de visibilitat " mentre s'esperava la nit. A les 00:10 (27 d'abril), a unes 130 milles nàutiques al SE d'Islàndia, el petit vaixell Commander Horton va ser atacat. El registre de l'U-552 registra “Arrossegament pesquer (patrullera) enfonsat amb 82 trets de 8,8 cm i 102 trets MG C30. Sense resistència." (
Al voltant de les 11:00 GMT del 27 d'abril, l'U-552 es va submergir i es van sentir "sons d'hèlix que portaven 200 °T ". Llavors, Topp va començar una recerca a la superfície d'un gran vaixell de vapor. " Estima la velocitat de l'enemic en 16 nusos. Estic guanyant només com a resultat de les zig-zags. A les 14:12, a la posició de la graella AL3236, el Beacon Grange es trobava a l'abast de 1000 metres. L'U-552 submergit va disparar un ventall de tres torpedes. Els tres torpedes van colpejar el vaixell. Uns minuts més tard, mentre la tripulació llançava bots salvavides, l'U-552 va sortir a la superfície i " va córrer per un cop de gràcia". Es va disparar un quart torpede i el registre de l'U-boat registra " tocat a 20 metres. ... El vapor es trenca completament al centre, la coberta inundada, els extrems continuen flotant".

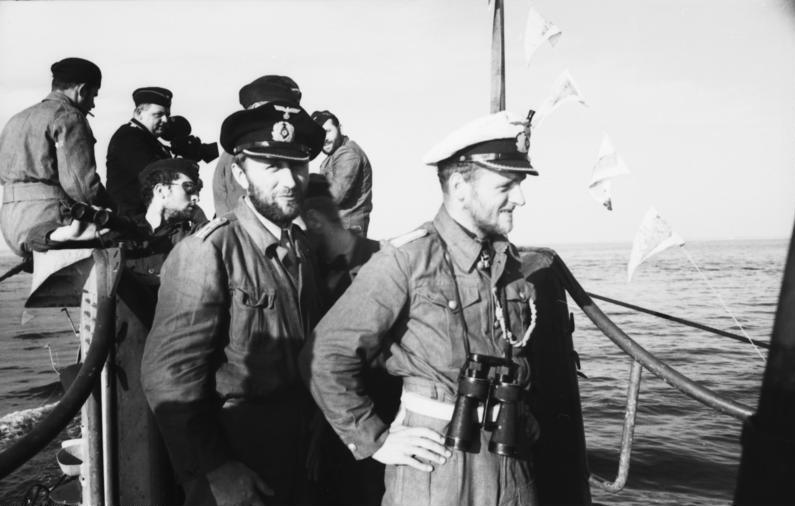
El Kapitänleutnant Erich Topp amb el Leutnant Schwich a bord de l'U-552

Durant la tarda del 28 d'abril de 1941, una batalla històrica estava en marxa a uns 180 quilòmetres al sud d'Islàndia. La llopada "Rudeltaktik" de cinc submarins havia llançat el primer atac submergit de la guerra contra un comboi. Els submarins submergits, que estaven repartits per una distància d'unes 10 milles, van interceptar i atacar un comboi en direcció est. L'U-123 (Karl-Heinz Moehle), havia detectat el comboi HX-121 i havia avisat a l'U-65 (Joachim Hoppe), l'U-95 (Gerd Schreiber), l'U-96 (Heinrich Lehmann-Willenbrock) i l'U-552. (Erich Topp) per la matança. L'U-552 va començar a les 14:15 GMT (60°06'N 20°18'W), quan va torpedinar el vaixell cisterna britànic Capulet. Es van produir nou morts i el petrolier va ser abandonat, però no es va enfonsar. A les 17:25, tres vaixells més van ser enfonsats per l'U-96 amb una propagació de tres torpedes: el petrolier britànic Oilfield (47 morts, 8 supervivents); petrolier noruec Caledonia (12 morts, 25 supervivents); i el vaixell de càrrega britànic Port Hardy (una víctima). L'U-65 va ser enfonsat per l'HMS Douglas en un atac de  càrregues de profunditat, i els 50 homes de la tripulació van morir.
Després de torpedinar el petroler Capulet , l'U-552 va rebre cinc atacs de càrregues de profunditat separats dels destructors Maori i Inglefield, forçant el submarí a romandre submergit durant hores fins que el comboi estava fora d'abast. L' U-552 havia estat danyat i aquest seria un dia problemàtic, amb atacs des de l'aire i el mar a mesura que s'acostava al comboi, immersions ràpides i una recuperació prudent. Després de navegar submergit i no sentir res a les 01:45 del dia 30, Erich Topp es va adonar que el comboi HX-121 havia d'haver canviat de rumb cap al nord. La seva persecució del comboi es va interrompre i el seu vaixell va arribar a rumb cap al sud. A les 02:18 GMT, Topp va enviar un missatge al BdU (almirall Dönitz): "S ank: "Beacon Grange", un vaixell de patrulla. Del comboi cisterna de 8000 tones. Trànsit de tornada pel Canal Nord. [La meva posició] AM2477 ." Al seu registre, Topp va gravar " Intenció: sempre que el combustible ho permeti, posició al Canal Nord ".
El 30 d'abril, l'U-552 a la superfície es trobava a unes 150 milles nàutiques a l'oest de l'entrada del Canal Nord... i buscava objectius. A les 21:40 GMT, Topp va albirar un vaixell, el vaixell de tropes S.S. Nerissa que s'apropava des del nord-oest. Durant gairebé 2 hores, Topp va perseguir el Nerissa en ziga-zaga i va ajustar el seu atac de llançament de torpedes en conseqüència. Finalment, Topp va veure una resplendor fosforescent al mar i va decidir que 1.000 metres estaven tan a prop com hauria d'apropar-se al seu objectiu, i va disparar un ventall de tres torpedes. El registre de l'U-552 registra que un dels tres torpedes "va impactar a popa " a les 00:27 hora de Berlín (GMT+2). Uns 6 minuts més tard, Topp es va apropar al vaixell ja afectat i va disparar un quart torpede com a cop de gràcia al costat de popa de Nerissa a estribord mentre la seva tripulació i els seus passatgers estaven llançant bots salvavides. Més de la meitat de les 207 víctimes eren canadencs. (SS Nerissa , 5.583 tones, baixes 207) 
A l' U-552 li quedaven quatre torpedes i va continuar buscant vaixells mercants en trànsit cap al Canal Nord. Topp no va aconseguir cap objectiu addicional i gairebé 48 hores després d'enfonsar el SS Nerissa , l'U-552 va començar el seu viatge cap al sud. Va arribar a St Nazaire el 6 de maig.

### Tercera patrulla
L'U-552 va sortir de St Nazaire per a la seva tercera patrulla de guerra el 25 de maig de 1941. En 39 dies, va viatjar a l'Atlàntic Nord i va enfonsar tres vaixells britànics: l' Ainderby el 10 de juny, el Chinese Prince el 12 de juny i el Norfolk el 18 de juny. Durant l'atac al Norfolk, l'U-552 va intentar atacar els vaixells restants del comboi, però es va veure obligat a interrompre l'atac a causa de l'arribada de diverses escortes del comboi. Tots aquests atacs es van produir a la costa nord-oest d'Irlanda, i un cop l'U-552 va tornar a St. Nazaire el 2 de juliol de 1941, havia acumulat un total de 24.401 GRT dels vaixells que havia enfonsat.

### Quarta patrulla
La quarta patrulla de l'U-552 va tenir molt menys èxit que les tres anteriors. Després d'haver sortit de St Nazaire el 18 d'agost, es va dirigir cap al sud cap a les aigües de Portugal i Espanya. Aquí, va enfonsar el vaixell noruec Spind . Després d'aquest enfonsament, l'U-552 va tornar a St Nazaire el 26 d'agost de 1941, després de només 9 dies al mar.

### Cinquena i sisena patrulla
Les seves dues patrulles següents el van portar més a l'Atlàntic, on el perill es va reduir, però també ho van ser els objectius, amb el resultat que només va enfonsar tres vaixells de càrrega més. També aquesta vegada, durant la seva darrera patrulla de 1941, va enfonsar el Reuben James , que va ser torpedinat el 30 d'octubre en circumstàncies controvertides.

#### Enfonsament de l'USS Reuben James
El 31 d'octubre de 1941, l'USS Reuben James va ser un dels cinc destructors que escortaven el comboi HX-156, prop de la costa d'Islàndia, a uns 600 nmi (1.100 km; 690 milles) a l'oest de l'illa. El Reuben James acabava de començar a girar-se per investigar un fort coixinet del cercador de direcció quan un torpede llançat des de l'U-552 va colpejar el seu costat de babord i va provocar una explosió al seu magatzem de proa. Tota la secció de proa del destructor va ser volada fins al quart embut i es va enfonsar immediatament. La popa va romandre flotant uns cinc minuts abans d'enfonsar-se; càrregues de profunditat no assegurades van agreujar els danys, explotant mentre s'enfonsaven i matant supervivents a l'aigua. De la seva tripulació de 160 homes, 115 van morir, inclosos tots els oficials.
El destructor va ser el primer vaixell de guerra de la Marina dels Estats Units enfonsat durant la Segona Guerra Mundial.
L'incident va provocar un esclat furiós als Estats Units, sobretot quan Alemanya es va negar a demanar disculpes, en lloc de contestar que el destructor estava operant en el que Alemanya considerava una zona de guerra i n'havia patit les conseqüències. L'enfonsament del Reuben James no va portar els Estats Units a declarar la guerra a Alemanya; però, va proporcionar un pretext per transferir oficialment la Guàrdia Costanera dels Estats Units del seu paper en temps de pau com a braç del Departament del Tresor dels Estats Units a una funció de guerra com a part de la Marina dels Estats Units. El Congrés també va modificar la Llei de neutralitat per permetre l'armament dels vaixells mercants matriculats als Estats Units i els va autoritzar a entrar en aigües europees per primera vegada des de 1939. [15] [16]
L'incident va provocar un esclat furiós als Estats Units, sobretot quan Alemanya es va negar a demanar disculpes, en lloc de contestar que el destructor estava operant en el que Alemanya considerava una zona de guerra i n'havia patit les conseqüències. L'enfonsament del Reuben James no va portar els Estats Units a declarar la guerra a Alemanya; però, va proporcionar un pretext per transferir oficialment la Guàrdia Costanera dels Estats Units del seu paper en temps de pau com a braç del Departament del Tresor a una funció de guerra com a part de la Marina dels Estats Units. El Congrés també va modificar la Llei de neutralitat per permetre l'armament dels vaixells mercants matriculats als Estats Units i els va autoritzar a entrar en aigües europees per primera vegada des de 1939.

### Segons temps feliços
El 1942, novament comandat per Erich Topp, l'U-552 va participar en els "Segons Temps Feliços" (Operació Repic de Timbal o Paukenschlag ), durant el qual els submarins alemanys van tenir un gran èxit contra els mercants nord-americans que navegaven sense acompanyament al llarg de la costa oriental dels Estats Units. L'U-552 va tenir un èxit particular durant aquest període, enfonsant 13 vaixells i danyant-ne un altre en només tres patrulles els primers sis mesos de 1942. Dues patrulles més sota Topp durant l'estiu van aconseguir quatre vaixells més. No obstant això, en un atac contra el comboi ON-155 el 3 d'agost de 1942, el vaixell gairebé es va enfonsar quan va ser atrapat a la superfície per la corbeta canadenca HMCS Sackville. La corbeta va ametrallar el submarí i va colpejar la torre de maquinària amb un obús de quatre polzades, causant danys greus i obligant a Topp a tornar a la base per a reparacions. L'U-552 va quedar molt danyat per la mar intensa durant una altra patrulla i va ser posat al port per a reparacions, durant la qual Topp va ser ascendit i substituït per un comandant més prudent, el kapitänleutnant Klaus Popp.

#### Enfonsament del David H. Atwater
La destrucció del SS David H. Atwater, a l'oceà Atlàntic, a 10 nmi (19 km; 12 milles) de Chincoteague, Virgínia , va ser una de les accions més controvertides de la Kriegsmarine durant la Segona Guerra Mundial, principalment a causa de la manera de l'enfonsament.
La nit del 2 d'abril de 1942, en el punt àlgid de l'ofensiva dels submarins contra la navegació nord-americana coneguda com els "Segons Temps Feliços", el vaixell de vapor costaner desarmat David H. Atwater estava en ruta des de Norfolk, Virgínia , fins a Fall River, Massachusetts, amb una càrrega completa de 4.000 tones de carbó.
Cap a les 21:00, entre el cap Charles i el cap Henlopen, el vaixell va ser emboscat per l'U-552 , que l'havia seguit submergit. El submarí va sortir a la superfície a uns 600 iardes (550 m) del vaixell de càrrega i va obrir foc amb el seu canó de coberta de 88 mm i metralladores sense previ avís, un dels seus primers obusos va destruir el pont i va matar tots els oficials. En total, es van disparar 93 rondes des del canó de coberta, amb 50 cops registrats al petit vaixell de càrrega, que ràpidament va començar a enfonsar-se.
En fer-ho, Topp va ordenar als seus tripulants que continuessin disparant, colpejant els tripulants de l'Atwater mentre intentaven tripular els vaixells salvavides. Quan el capità Webster va ser colpejat, la tripulació va abandonar els intents de llançar els bots salvavides i es va llançar al mar.
El primer vaixell que va arribar al lloc dels fets va ser el petit vaixell de patrulla de la Guàrdia Costera USS CG-218 , que va trobar un vaixell salvavides amb tres supervivents i tres cadàvers; els supervivents van informar que havien submergit per la borda i nedaven fins al vaixell. El següent a l'escena va ser el cutter de la Guàrdia Costera Plantilla:USCGC, que havia sentit el tret i va arribar només 15 minuts després. El Legare va trobar un segon bot salvavides amb un cadàver a bord; Es va descobrir que el vaixell estava aclaparat per trets i va donar força a la creença generalitzada en aquell moment que els submarins estaven assassinant deliberadament els supervivents dels vaixells que havien enfonsat. El Legare va desembarcar els tres supervivents i els quatre cossos a l'estació de guardacostes de l'illa de Chincoteague, i després va tornar al mar per buscar més.
Els destructors USS Noa i Herbert van ser dirigits al lloc dels fets a les 21:22 i van arribar a les 24:00, b però l'U-552 ja havia escapat de l'escena i va enfonsar altres vaixells.
S'ha debatut molt si l'atac a les balses salvavides va ser deliberat o una conseqüència desafortunada i no desitjada d'un atac nocturn. Part de la tripulació de l'U-552 va sobreviure a la guerra, i el seu capità, Erich Topp, més tard es va convertir en almirall a la Bundesmarine de postguerra. No es van presentar càrrecs contra Topp, com li va passar a Helmuth von Ruckteschell, capità del corsari Widder per un delicte similar.

### Patrulles posteriors
L'U-552 va tenir menys èxit en els darrers anys, igual que la força dels submarins en general, ja que els submarins no van poder mantenir-se per davant del nombre i les capacitats que creixen ràpidament dels esforços antisubmarins aliats. Va ser transferida a operacions a les costes espanyoles, portugueses i africanes, que eren més properes a la base i menys perilloses que les defenses recentment reorganitzades dels Estats Units, on va intentar enfonsar vaixells de tropes durant l'operació Torxa. Mentre feia aquesta tasca, Topp va enfonsar un petit buscamines britànic i més tard un vaixell de càrrega, però no va poder entrar a l'estret de Gibraltar ni amenaçar seriosament els desembarcaments.
Durant el 1943, l'U-552 va ser cada cop més incapaç de servir eficaçment contra el sistema de combois aliat ben preparat i organitzat, fet que es reflecteix en el fet que no va enfonsar un sol vaixell durant les seves dues patrulles a l'Oceà Atlàntic Nord. Durant un d'ells, un avió B-24 Liberator de la Royal Air Force el va detectar i va ser greument danyat per càrregues de profunditat, que van requerir reparacions de quatre mesos.
El 1944, va tenir una sola patrulla, però no va poder amenaçar cap comboi aliat, així que es va retirar a Alemanya l'abril de 1944 per utilitzar-lo com a vaixell d'entrenament a la 22a Flotilla d'U-boat, un paper que va complir fins que va ser donat de baixa el febrer de 1945. El 5 de maig de 1945, va ser enfonsat a la badia de Wilhelmshaven per evitar la seva captura.

### Llopades
L'U-552 va participar en 21 llopades, a saber:
- Brandenburg (15-26 de setembre de 1941)
- Stosstrupp (30 d'octubre - 4 de novembre de 1941)
- Störtebecker (15-19 de novembre de 1941)
- Benecke (19-22 de novembre de 1941)
- Seydlitz (27 de desembre de 1941 - 6 de gener de 1942)
- Zieten (6-19 de gener de 1942)
- Endrass (12-17 de juny de 1942)
- Wolf (13-30 de juliol de 1942)
- Pirat (30 de juliol - 3 d'agost de 1942)
- Steinbrinck (3-4 d'agost de 1942))
- Meise (11-27 d'abril de 1943)
- Star (27 d'abril - 4 de maig de 1943)
- Fink (4-6 de maig de 1943)
- Naab (12-15 de maig de 1943)
- Donau 2 (15 – 19 de maig de 1943)
- Mosel (19-24 de maig de 1943)
- Siegfried (22-27 d'octubre de 1943)
- Siegfried 2 (27-30 d'octubre de 1943))
- Jahn (30 d'octubre - 2 de novembre de 1943)
- Tirpitz 3 (2-8 de novembre de 1943)
- Eisenhart 5 (9-15 de novembre de 1943)

## Resum de l'historial d'atacs
| Data                   | Nom               | Nationalitat                       | Tonatge | Destí    |
| ---------------------- | ----------------- | ---------------------------------- | ------- | -------- |
| 1 de març de 1941      | Cadillac'         | Regne Unit                         | 12,062  | Enfonsat |
| 10 de març de 1941     | Reykjaborg        | Islàndia                           | 687     | Enfonsat |
| 27 d'abril de 1941     | Commander Horton  | Regne Unit                         | 227     | Enfonsat |
| 27 d'abril de 1941     | Beacon Grange     | Regne Unit                         | 10,119  | Enfonsat |
| 28 d'abril de 1941     | Capulet           | Regne Unit                         | 8,190   | Danyat   |
| 1 de maig de 1941      | Nerissa           | Regne Unit                         | 5,583   | Enfonsat |
| 10 de juny de 1941     | Ainderby          | Regne Unit                         | 4,860   | Enfonsat |
| 12 de juny de 1941     | Chinese Prince    | Regne Unit                         | 8,593   | Enfonsat |
| 18 de juny de 1941     | Norfolk           | Regne Unit                         | 10,948  | Enfonsat |
| 23 d'agost de 1941     | Spind             | Noruega                            | 2,129   | Enfonsat |
| 20 de setembre de 1941 | T.J. Williams     | Regne Unit                         | 8,212   | Enfonsat |
| 20 de setembre de 1941 | Pink Star         | Panama                             | 4,150   | Enfonsat |
| 20 de setembre de 1941 | Barbaro           | Noruega                            | 6,325   | Enfonsat |
| 30 d'octubre de 1941   | USS Reuben James  | Marina dels Estats Units d'Amèrica | 1,190   | Enfonsat |
| 15 de gener de 1942    | Dayrose           | Regne Unit                         | 4,113   | Enfonsat |
| 18 de gener de 1942    | Frances Salman    | Estats Units                       | 2,609   | Enfonsat |
| 20 de gener de 1942    | Maro              | Grècia                             | 3,838   | Enfonsat |
| 25 de març de 1942     | Ocana             | Països Baixos                      | 6,256   | Enfonsat |
| 3 d'abril de 1942      | David H. Atwater  | Estats Units                       | 2,438   | Enfonsat |
| 4 d'abril de 1942      | Byron D. Benson   | Estats Units                       | 7,953   | Enfonsat |
| 7 d'abril de 1942      | British Splendour | Regne Unit                         | 7,138   | Enfonsat |
| 7 d'abril de 1942      | Lancing           | Noruega                            | 7,866   | Enfonsat |
| 9 d'abril de 1942      | Atlas             | Estats Units                       | 7,137   | Enfonsat |
| 10 d'abril de 1942     | Tarnaulipas       | Estats Units                       | 6,943   | Enfonsat |
| 15 de juny de 1942     | City of Oxford    | Regne Unit                         | 2,759   | Enfonsat |
| 15 de juny de 1942     | Etrib             | Regne Unit                         | 1,943   | Enfonsat |
| 15 de juny de 1942     | Pelayo            | Regne Unit                         | 1,346   | Enfonsat |
| 15 de juny de 1942     | Slemdal           | Noruega                            | 7,374   | Enfonsat |
| 15 de juny de 1942     | Thurso            | Regne Unit                         | 2,436   | Enfonsat |
| 25 de juliol de 1942   | British Merit     | Regne Unit                         | 8,093   | Danyat   |
| 25 de juliol de 1942   | Broompark         | Regne Unit                         | 5,136   | Enfonsat |
| 3 d'agost de 1942      | G.S. Walden       | Regne Unit                         | 10,627  | Danyat   |
| 3 d'agost de 1942      | Lochatrine        | Regne Unit                         | 9,419   | Enfonsat |
| 19 de setembre de 1942 | HMS Alouette      | Royal Navy                         | 520     | Enfonsat |
| 3 December 1942        | Wallsend          | Regne Unit                         | 3,157   | Enfonsat |